# Wolfgang Baumann (Beamter)

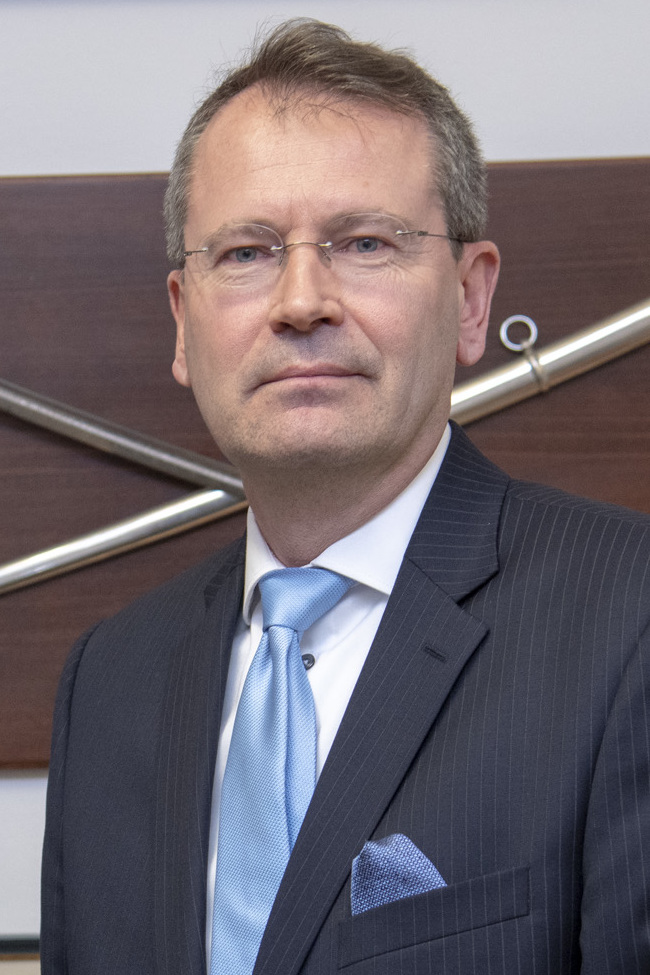
Wolfgang Baumann (2019)

Wolfgang Baumann (* 26. August 1966 in Wien) ist ein österreichischer Beamter. Von Jänner 2018 bis Mai 2019 war er Generalsekretär im österreichischen Verteidigungsministerium.

## Ausbildung und Beruf
Baumann maturierte 1985 und verpflichtete sich danach als Einjährig-Freiwilliger. Zwischen 1986 und 1989 wurde er an der Theresianischen Militärakademie zum Panzerpionier ausgebildet. Danach war er beim Österreichischen Bundesheer in verschiedenen Führungs- und Stabsverwendungen eingesetzt. Im Kommando für Internationale Einsätze war er Ausbildungsleiter für die Kontingentsausbildung. Im Verteidigungsministerium leitete er das Referat für die Rekruten- und Chargenausbildung.
Nebenberuflich studierte er an der Universität Wien Politikwissenschaften und Geschichte/Soziologie (Mag. phil. 2000, Dr. phil. 2007).
Von 2000 bis 2003 war er außenpolitischer Berater des Bundesministers für Landesverteidigung Herbert Scheibner. Ab 2003 war er in leitenden Verwendungen beim Heeresnachrichtenamt tätig, zuletzt als Sicherheitspolitischer Berater.
Am 8. Jänner 2018 wurde er von Verteidigungsminister Mario Kunasek zum Generalsekretär im österreichischen Verteidigungsministerium bestellt. In der Öffentlichkeit bekannt wurde er vor allem durch die Weisung, sein Foto in Räumlichkeiten des Bundesheers aufzuhängen. Dieses Amt endete aufgrund der Nachwirkungen der Ibiza-Affäre und des Rücktritts von Minister Kunasek am 22. Mai 2019.
Bei den Gemeinderatswahlen in Niederösterreich 2020 kandidierte er für die FPÖ in Kleinzell und wurde in den Gemeinderat gewählt.
Für seine Leistungen wurde er mit dem Goldenen Ehrenzeichen für Verdienste um die Republik Österreich ausgezeichnet.